# A Love to Last
A Love to Last è una serial televisivo filippino trasmesso su ABS-CBN dal 9 gennaio al 22 settembre 2017.

## Trama
La serie segue due persone diverse, Andeng e Anton.

## Personaggi

### Personaggi principali
- Andrea "Andeng" Agoncillo, interpretata da Bea Alonzo
- Antonio "Anton" Noble IV, interpretato da Ian Veneracion
- Grace Silverio-Noble, interpretata da Iza Calzado
- Andrew Agoncillo, interpretato da Enchong Dee
- Chloe Noble, interpretata da Julia Barretto
- Christopher "Tupe" Dimayuga, interpretato da Ronnie Alonte
- Lucas Noble, interpretato da Juan Karlos Labajo
- Kitty Noble, interpretata da Hannah Lopez Vito

### Personaggi secondari
- Antonio "Tony" Noble III, interpretato da Tirso Cruz III
- Sebastian "Totoy" Cruz, interpretato da Xian Lim
- Carla "Mameng" Agoncillo, interpretata da Perla Bautista
- Red Hernandez, interpretato da Khalil Ramos
- Virginia "Baby" Custodio-Agoncillo, interpretata da Irma Adlawan
- Miriam "Mimi" Stuart, interpretata da Melanie Marquez
- Ben Avelino, interpretato da TJ Trinidad
- Tom Gonzales, interpretato da Bernard Palanca
- Gerry, interpretato da Justin Cuyugan
- Tracy Buenaventura, interpretata da Matet de Leon
- Noemi Agoncillo, interpretata da Arlene Muhlach
- Cecilia Hernandez-Noble, interpretata da Anna Marin
- Betty Agoncillo, interpretata da Jenine Desiderio
- Maggie Agoncillo, interpretata da Denise Joaquin
- Paul, interpretato da Enzo Pineda
- Maxine, interpretata da Pamu Pamorada
- Oscar, interpretato da Prince Stefan
- Marcus, interpretato da Sam Thurman
- Astrid, interpretata da Patricia Ysmael
- Michael, interpretato da Troy Montero

## Episodi
| Stagione       | Episodi | Prima TV Filippine | Prima TV Italia |
| -------------- | ------- | ------------------ | --------------- |
| Prima stagione | 183     | 2017               | inedita         |

## Colonna sonora
1. A Love to Last A Lifetime – Juris Fernandez